# Makuntima Kisombe
Guylain Makuntima Kisombe (* 10. Oktober 1992) ist ein Fußballspieler aus der DR Kongo.
Er spielte beim kongolesischen Erstliga-Verein Daring Club Motema Pembe und wurde im Januar für die Fußball-Afrikameisterschaft 2013 in Südafrika berufen.
Für die Nationalmannschaft debütierte er erst im Juli 2013 im Rahmen der Qualifikation für die Afrikanische Nationenmeisterschaft 2014 im Spiel gegen die Fußballnationalmannschaft der Republik Kongo (2:1).